# Мокеев, Альберт Андреевич
Альберт Андреевич Мокеев (4 января 1936 — 27 февраля 1969) — советский спортсмен по современному пятиборью, Заслуженный мастер спорта СССР (1964), олимпийский чемпион (1964). Чемпион СССР в личном первенстве (1965). Выступал за ЦСКА (Москва).

## Биография
В 1957 году окончил Горьковский государственный педагогический институт.
В мае 1961 года на международных соревнованиях в Москве представлял сборную СССР и занял 2 место в личном первенстве.
На чемпионате мира 1962 года был запасным в команде СССР.
Серебряный призёр чемпионатов мира 1963 и 1965 в командном зачёте.
На Олимпийских играх 1964 в Токио выиграл золотую медаль в командных соревнованиях и бронзовую в личном зачёте.
Чемпион СССР 1965 в личном зачёте.

Могила Мокеева

Скоропостижно скончался 27 февраля 1969 года в Москве. Похоронен на Преображенском кладбище в Москве.

## Олимпийские игры 1964
На Олимпийских играх 1964 в Токио выиграл золотую медаль в командных соревнованиях, занял 3 место в личном первенстве.
| Возраст | Конкур | Фехтование | Стрельба | Плавание    | Кросс        | Сумма | Место |
| 28 лет  | 970    | 748        | 1060/198 | 1045/3.51,0 | 1216/13.48,0 | 5039  | III   |

- Результаты по видам пятиборья.

 Верховая езда.
| Место | Время  | Штрафные очки | Очки |
| ----- | ------ | ------------- | ---- |
| 33.   | 2.54,4 | 130           | 970  |

 Фехтование.
| Место | Победы | Поражения | Очки |
| ----- | ------ | --------- | ---- |
| 14.   | 20     | 16        | 748  |

 Стрельба.
| Место | Результат | Очки |
| ----- | --------- | ---- |
| 1.    | 198       | 1060 |

 Плавание.
| Место | Результат | Очки |
| ----- | --------- | ---- |
| 7.    | 3.51,0    | 1045 |

 Кросс.
| Место | Результат | Очки |
| ----- | --------- | ---- |
| 1.    | 13.48,0   | 1216 |

## Память
В г. Лысково Нижегородской области проходят традиционные всероссийские соревнования посвященные памяти олимпийского чемпиона Альберта Мокеева. Юные пятиборцы соревнуются в двоеборье (плавание, бег) и троеборье (плавание, бег+стрельба).